# Edificio Senador Alfredo L. Palacios
El Edificio Senador Alfredo L. Palacios es una de las sedes del Senado de la Nación de la República Argentina. Se encuentra frente a la Plaza del Congreso, en diagonal al Palacio del Congreso, en el barrio de Monserrat de la ciudad de Buenos Aires.
Fue proyectado por la Dirección General de Arquitectura del Ministerio de Obras Públicas de la Nación para alojar a la Caja Nacional de Ahorro Postal, y lo inauguró el presidente Ramón Castillo en 1943.
Cuando la Caja de Ahorro fue privatizada en 1994, donó su sede y su biblioteca "Juan Félix Cafferata" a la Biblioteca del Congreso de la Nación, que transformó a esta última en su biblioteca infantojuvenil. En 2004 el edificio fue habilitado completamente como Biblioteca del Congreso de la Nación, siendo utilizado su hall principal como salón de lectura, hemeroteca, sala de computadoras, etc.

## Arquitectura

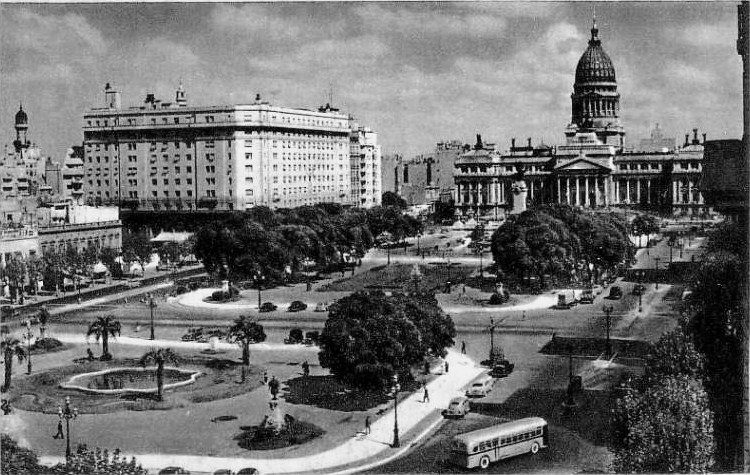
Postal de la Plaza Congreso con la Caja de Ahorro, en los años '40.

La fachada sigue los planteos del academicismo: basamento destacado, columnas neoclásicas, desarrollo y cornisa, pero de una forma simplificada, lo que lo enmarca dentro del Clasicismo despojado. Para funcionar como Caja de Ahorros, la planta baja y el primer piso fueron dedicados a la atención al público, incluyendo mostradores que sumaban 120 metros lineales de ventanillas: reintegros, reembolsos, pagos, registro de firmas. Hoy en día, este gran hall principal es la sala de lectura pública. Todo fue revestido en mármol imperial italiano y adornado con mesas del mismo material y faroles de bronce de estilo art decó diseñados a medida, que hoy se conservan.
En los siguientes pisos, se sucedían las oficinas de la Caja de Ahorros, hasta llegar a los últimos niveles que fueron construidos solamente para darle al edificio la escala obligatoria para la Plaza Congreso, donde rige un código de alturas máximas para armonizar con el Congreso Nacional. Finalmente, estos últimos cuatro pisos fueron diseñados como departamentos particulares para que la Caja de Ahorros arrendara a inquilinos. Parte de la planta baja y el subsuelo también fueron entregados a oficinas del Correo Argentino.